# Apetaenus
Genre
Apetaenus est un genre d'insectes diptères brachycères de la famille des Canacidae.

## Liste d'espèces
Selon Catalogue of Life (27 févr. 2013) :
- Apetaenus australis
- Apetaenus enderleini
- Apetaenus litoralis
- Apetaenus littorea
- Apetaenus marionensis
- Apetaenus watsoni